# Antonio Casali

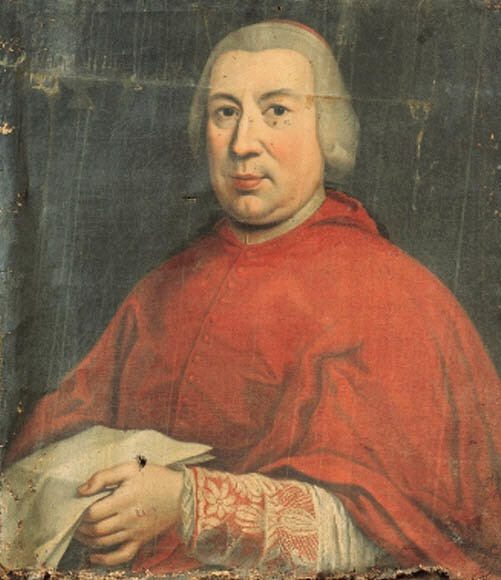
Antonio Kardinal Casali (Porträt von 1775)

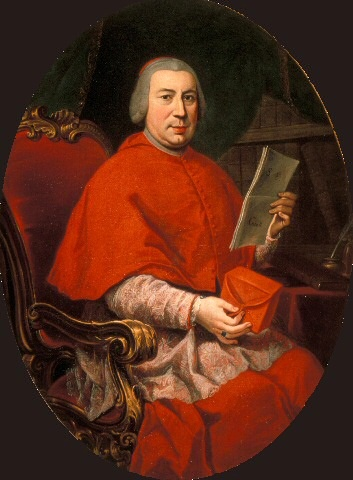
Kardinal Antonio Casali (Ölgemälde von 1775)

Antonio Casali (* 25. Mai 1715 in Rom; † 14. Januar 1787 ebenda) war ein Kurienkardinal der Römischen Kirche.

## Leben und Wirken
Antonio Casali wurde geboren als zweites von sieben Kindern des italienischen Adeligen Giovanni Battista Casali, Marquis von Postina und dessen Gattin Maria Magdalena geb. Mellini (oft auch Millini). Von Seiten seiner Mutter war er der Großneffe des Kardinals Savo Millini (1644–1701) und der Neffe von Kardinal Mario Millini (1677–1756).
Ab 1725 studierte er am Collegio San Carlo zu Modena, kehrte später nach Rom zurück und erwarb den Grad eines Doktors iuris utriusque (weltliches und geistliches Recht). Der junge Adelige fühlte keine Berufung zum Priestertum, trat jedoch 1742 als Laie in die Verwaltung der Kurie und des Kirchenstaates ein, wo er infolge eigener Begabung und durch Protektion von Verwandten und Bekannten rasch aufstieg. Casali wirkte in der römischen Kurie als Laienprälat ohne geistliche Weihen und war vor allem um die Armenversorgung der Stadt Rom bemüht. Im November 1761 wurde er Sekretär der Kongregation Consulta, Hauptbehörde der weltlichen Regierung des Kirchenstaates, am 26. September 1766 Apostolischer Protonotar, Vize-Camerlengo (stellvertretender Leiter der Apostolischen Kammer) und Gouverneur der Stadt Rom. Papst Klemens XIV. kreierte Casali bereits am 12. Dezember 1770 zum Kardinal in pectore, was er im Konsistorium vom 15. März 1773 veröffentlichte. Im April 1773 ergriff der Neukardinal von der ihm zugewiesenen Titeldiakonie San Giorgio in Velabro Besitz, die er bis 1777 innehatte. Papst Pius VI. ernannte ihn im Februar 1777 zum Kardinaldiakon der Kirche Santa Maria ad Martyres (bekannter unter dem Profannamen Pantheon). In seiner hohen Position reformierte und straffte er nachhaltig die Verwaltungsabläufe der päpstlichen Regierung, nahm sich der Bedürftigen an, sorgte für eine menschenwürdigere Behandlung der Strafgefangenen und gründete die Textilmanufaktur Conservatorio di San Pietro in Montorio.
Am 26. März 1773 erfolgte Casalis Ernennung zum Präfekten (Leiter) der Kongregation der Guten Regierung, die sich vornehmlich um die Haushalte der Kommunen des Kirchenstaates kümmerte. Im gleichen Jahr wurde er Mitglied einer Kommission unter Leitung Kardinals Mario Marefoschi Compagnoni, die die Auflösung des Jesuitenordens überwachen sollte. Hier setzte er sich mäßigend zugunsten der in der Engelsburg gefangen gehaltenen Jesuiten ein.
Antonio Casali nahm am Konklave 1774–1775 teil, das Papst Pius VI. wählte. Auch unter dessen Pontifikat blieb er ein gesuchter Verwaltungsfachmann, der eine Steuerreform durchführte und sich im Handels- und Straßenbauwesen verdient machte.
Der Kardinal war zeitlebens historisch und archäologisch interessiert. So entdeckte er den nach ihm benannten Ara Casali, einen antiken Altar mit römisch-trojanischen Darstellungen, welchen er der Kirche überließ und der heute zu den besonderen Stücken der Vatikanischen Museen zählt. Auf einem seiner Güter bei der Porta San Sebastiano fand er einen kostbaren römischen Sarkophag, den er Papst Pius VI. schenkte und von dessen Figurendarstellungen Gipsabdrücke in Berlin ausgestellt waren. Der Original-Sarkophag, Casali-Sarkophag genannt, befindet sich heute in der Ny Carlsberg Glyptotek zu Kopenhagen, da er von dem Bierbrauer und Kunstsammler Carl Jacobsen 1883 in Rom erworben worden war.
Antonio Casali litt im Alter an Gicht. Nach seinem Tod wurde dr Kardinal in der Kirche Sant’Agostino in Rom beigesetzt, in der sich das Familienbegräbnis befindet.